# Parafia Wniebowstąpienia Pańskiego w Osowcu
Parafia pw. Wniebowstąpienia Pańskiego w Osowcu – rzymskokatolicka parafia, należąca do dekanatu Grajewo, diecezji łomżyńskiej, metropolii białostockiej.

## Historia

### Powstanie parafii
W roku 1918 bp Romuald Jałbrzykowski erygował parafię w Osowcu pw. Wniebowstąpienia Pańskiego, która powstała z podziału terytorium parafii w Białaszewie. 
W trakcie kilkumiesięcznych działań wojennych na przełomie roku 1944/1945 toczących się o przełamanie pasa umocnień na Biebrzy w okolicach twierdzy Osowiec ucierpiała wieś i kościół. Obecny kościół murowany pod wezwaniem Wniebowstąpienia Pańskiego został zbudowany w miejsce zniszczonej drewnianej świątyni z roku 1919.

## Miejsca święte
Kościół parafialny
Obecny kościół murowany pw. Wniebowstąpienia Pańskiego został zbudowany w latach 1949–1953 przez ks. prob. Kazimierza Urbana; pobłogosławiony w 1956 r. przez sufragana łomżyńskiego Aleksandra Mościckiego, konsekrowany został 29 września 1971 r. przez bp. łomżyńskiego Mikołaja Sasinowskiego. W latach 1947–1953 została zbudowana murowana plebania.
Kościoły filialne i kaplice
Na terenie parafii znajdują się dwa kościoły filialne: w Kapicach – drewniany zbudowany w roku 1953 i w Przechodach – murowany zbudowany w latach 1990–1992. Do dnia 30 grudnia 1994 r. istniały tam odrębne parafie, których administratorem od 1947 r. był proboszcz parafii z Osowca.
Dawne świątynie
Pierwszy kościół drewniany zbudowano w 1919 r. staraniem ks. F. Luby, który został zniszczony w czasie II wojny światowej w roku 1944. 
Cmentarze
Na terenie parafii znajdują się trzy cmentarze grzebalne położone w:
- Osowcu o powierzchni 1 ha w odległości 0,3 km,
- Kapicach o powierzchni 1 ha w odległości 0,4 km,
- Przechodach o powierzchni 1 ha w odległości 0,5 km.

## Duszpasterze
Proboszczowie
- ks. Antoni Janowicz 1925–1938,
- ks. Edmund Borzuchowski 1938–1944,
- ks. Kazimierz Urban 1947–1957,
- ks. Franciszek Pogorzelski 1957–1966,
- ks. Władysław Grodzki 1966–1972,
- ks. Jan Klemens Karwowski 1972–1975,
- ks. Bolesław Braczko 1975–1983,
- ks. Andrzej Gąsowski 1983–1989,
- ks. Edward Kaczmarczyk 1989–1995,
- ks. Tadeusz Kaczyński 1995–1997,
- ks. Janusz Kubrak 1997–2004,
- ks. Henryk Dąbrowski 2004–2012,
- ks. Gabriel Jastrzębski 2012–2018,
- ks. Krzysztof Szakiel 2018–

Powołania kapłańskie
- ks. Romuald Wiesław Czajewski (1958),
- ks. Józef Marceli Dołęga (l964),
- ks. Jan Kukowski (1987),
- ks. Jarosław Sokołowski (1988).

## Obszar parafii
W granicach parafii znajdują się miejscowości: 
- Osowiec,
- Kapice,
- Przechody,
- Białogrądy,
- Budne,
- Płochowo,
- Sojczyn Grądowy,
- Wólka Piaseczna.